# マリア・アンナ・シュトレイム
マリア・アンナ・シュトレイム（ドイツ語: Maria Anna Streim,1801年8月30日 - 1870年2月3日）は、音楽家ヨハン・シュトラウス1世の妻で、シュトラウス3兄弟の母親。ファーストネームはマリアであるが、もっぱらアンナと呼ばれる。

## 生涯
1801年、居酒屋の娘として誕生する。楽団でギターを弾き歌っていたアンナは、3歳年下の音楽家ヨハン・シュトラウス1世と恋仲になった。やがて妊娠をきっかけに1825年7月11日にヨハンとできちゃった結婚し、その三か月後の10月25日に長男ヨハン2世を出産する。1827年8月20日には次男ヨーゼフを産む。アンナがふたりにピアノを習わせた結果、兄弟はABCより先に二分音符を五線譜に書き付け、その意味を理解できるようになったという。1830年のある日、アンナは実父のアパートに息子を連れていった。そこの小さなピアノを使ってヨハン2世が『最初の楽想』というワルツを作曲したのを目撃したアンナは、それを譜面に書き写したという。
やがて夫ヨハンは家庭内で、罵詈雑言（暴言）を浴びせ、暴力を振るうようになり、エミーリエ・トランプッシュという愛人を作ってその家に入り浸り、アンナのもとにはろくに生活費を送ってこないようになった。そこでアンナは、夫に対する復讐を決意する。
ヨハン1世はわが子にピアノを習わせることには反対しなかったものの、死去するまで絶対に音楽家にはさせないと考えていた。音楽家である父親の影響を受けた息子ヨハンは、近所の子供たちにピアノを教えて、その授業料で買ったヴァイオリンでひそかに練習するのが日課であった。しかしヨハン1世はそれを見つけて激怒し、息子の手からヴァイオリンをもぎ取って叩き壊してしまった。それに対してアンナは、すぐさま別のヴァイオリンを息子に買い与えた。息子を夫以上の音楽家に育てあげて夫を見返してやろうと考えたのである。1844年にヨハン2世が音楽家デビューすると、アンナは夫と正式に離婚した。息子のデビューが大成功をおさめたのを片隅で見ていたアンナは、ヨハン2世を抱いて喜びに泣き崩れたという。

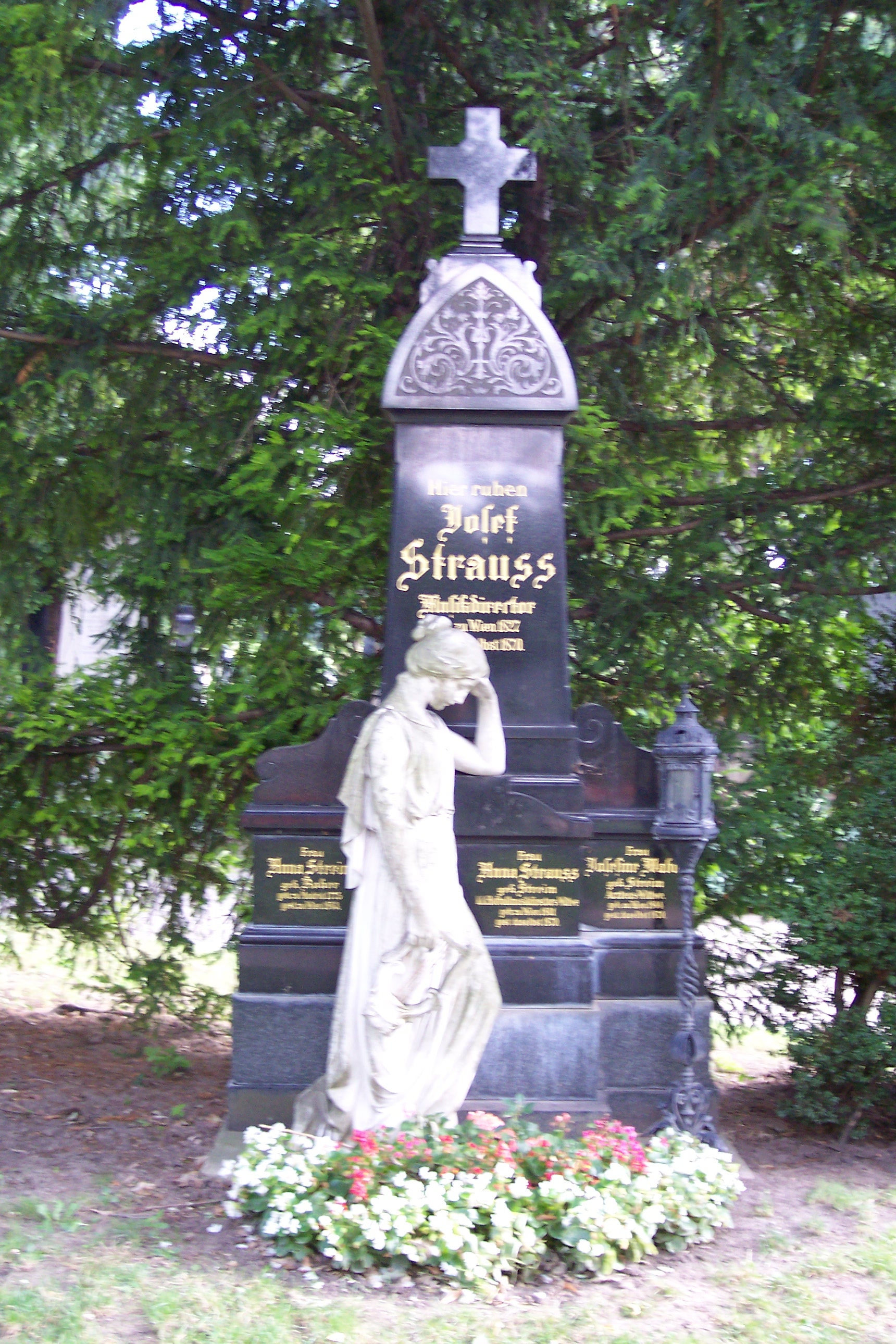
次男ヨーゼフの墓。中央下部にアンナの名前もある。

1849年にヨハン1世が死去すると「ヨハン・シュトラウス」という大看板はひとつだけになった。ヨハン2世は非常に忙しくなり、しばしば再起不能かと思われるほどの重病に倒れるようになった。これを危惧したアンナは、嫌がる次男ヨーゼフを強引にヨハンの代役に仕立てた。こうしてヨーゼフを音楽の道に引きずり込んだアンナは、ヨハンを大看板とした一家総出の音楽産業の展開をもくろみ、さらに四男エドゥアルトをも音楽の道に引きずり込んだ。アンナによって音楽家となった三人の息子たちはいずれも大成功をおさめた。兄弟それぞれが豊かな才能に恵まれていたものの、その功績はほとんど看板であるヨハンの陰に隠れてしまうため、ヨーゼフとエドゥアルトは兄に激しく反発した。そのため、シュトラウス3兄弟の精神的支柱だったアンナは、たびたび「兄弟で仲良く」と諫めた。
1870年2月3日、68歳で他界し、ウィーン中央墓地へ埋葬された。シュトラウス3兄弟の「ゴッドマザー」であるアンナの死を悼み、当日のウィーンの舞踏会はすべて中止になったという。同年7月22日にはアンナに続いてヨーゼフも急死した。ヨハン2世は母と弟の思いがけない死にショックを受け、宮廷舞踏会の楽長などのあらゆる公的な仕事から手を引き、エドゥアルトに譲ってしまった。現在、アンナは同時期に死んだ次男ヨーゼフと同じ墓に入っている。

## 逸話
- 幼い子供たちに、自分の祖父マルティン・ジャン・ローバーはスペインの大公だったと言い聞かせた[8]。アンナの言によれば、刃傷沙汰を起こしてウィーンに逃れてきたスペインのさる大公が、ザクセン＝テシェン公アルベルトに拾われた[8]。料理人に身をやつして働き、やがて独立してローバー姓を名乗り、ウィーンの一角に飲食店を構えたのだという[9]。実際のところアンナの祖父は、確かにザクセン＝テシェン公アルベルトのもとで菓子職人として働いていたが、その出身地はスペインではなくルクセンブルクであったし、その父親も高貴な身分とは縁のない果物商人だった[9]。つまるところ完全な作り話なのだが、シュトラウス家は蔑視されていたユダヤ人の子孫であるがゆえに、ユダヤ人の血だけでなく高貴な血も流れているのだと強調してみせたのではないか、と小宮正安は推測している[10]。

- 息子には家柄や身持ちのしっかりした女性を妻に迎えてほしいと願っていた[11]。そのため、ヨハン2世が11歳も年上で、しかも中産階級出身で子持ちのヘンリエッテと結婚したことを無念に思っていた[11]。最初のうちはヘンリエッテを快く思っていなかったが、ヨハン2世が国外への演奏旅行へ出かけた際に同居し、彼女と打ち解けて認めるようになったという[11]。

## 子女
ヨハン1世とできちゃった結婚してからおよそ10年の間に、6人の子供を儲けた。三男は生後間もなく夭逝したが、その他5人は無事に成長した。
- 長男 ヨハン・シュトラウス2世
- 次男 ヨーゼフ・シュトラウス
- 三男 フェルディナント
- 長女 テレーゼ
- 次女 アンナ
- 四男 エドゥアルト・シュトラウス1世